# Москворецкое благочиние
Москворецкий благочиннический округ (Москворецкое благочиние) — благочиние Московской епархии Русской православной церкви, объединяющее храмы на территории районов Замоскворечье и Якиманка Центрального административного округа Москвы.
Благочиние образовано в 1996 году и по состоянию на 2011 год включает 27 приходов. 27 декабря 2011 года Москворецкое благочиние вошло в состав Центрального московского викариатства под управлением архиепископа Истринского Арсения.
Благочинный округа — протоиерей Сергий Селезнёв, настоятель храма Михаила Архангела в Овчинниках.

## Храмы благочиния
| Название | Период строительства | Краткое описание | Изображение | Адрес | Ссылки                                  |
| --- | -------------------- | --- | ----------- | --- | --------------------------------------- |
| Храм Спаса Преображения на Болвановке | 1749—1755            | Храм в стиле барокко построен в 1755 году. Трапезная и колокольня построены по проекту архитектора Николая Козловского в 1839 году. Престолы: - Спаса Преображения - Святой мученицы Татианы - Великомученика Георгия Победоносца Настоятель — протоиерей Николай Кречетов. |             | Второй Новокузнецкий переулок, 10, стр. 1 55°44′04″ с. ш. 37°37′54″ в. д.                                                                             | [ 8 ] [ 9 ] [ 5 ] [ 10 ]                |
| Храм иконы Божией Матери «Всех скорбящих Радость» (Преображения Господня) на Большой Ордынке | 1832—1836 1834—1836  | Храм в стиле ампир, построен по проекту архитектора Осипа Бове, трапезная и колокольня — по проекту архитектора Василия Баженова. Престолы: - Преображения Господня - Иконы Божей Матери «Всех скорбящих Радость» - Преподобного Варлаама Хутынского Настоятель — митрополит Волоколамский Иларион (Алфеев). Объект культурного наследия № 7710544003 |             | Улица Большая Ордынка, 20 55°44′29″ с. ш. 37°37′27″ в. д.                                                                                             | [ 15 ] [ 11 ] [ 16 ] [ 12 ]             |
| Храм Великомученицы Екатерины на Всполье, подворье Православной церкви в Америке | 1766—1775            | Храм в стиле позднего барокко, построен по проекту архитектора Карла Бланка. Престолы: - Великомученицы Екатерины - Спаса Нерукотворного - Николая Чудотворца - Святого благоверного князя Александра Невского Настоятель (врио) — протоиерей Валентин Васечко. Объект культурного наследия № 7710552000 |             | Улица Большая Ордынка, 60/2 55°43′59″ с. ш. 37°37′26″ в. д.                                                                                           | [ 18 ] [ 19 ] [ 20 ] [ 21 ]             |
| Храм Воскресения Христова в Кадашах | 1687—1695            | Двухэтажный пятиглавый храм в стиле московского барокко, автор проекта на данный момент не известен. Престолы: - Воскресения Христова - Успения Пресвятой Богородицы - Тихвинской иконы Божией Матери - Николая Чудотворца Настоятель — протоиерей Александр Салтыков. Объект культурного наследия № 7710278000 |             | Второй Кадашёвский переулок, 7/14 55°44′35″ с. ш. 37°37′21″ в. д.                                                                                     | [ 25 ] [ 22 ] [ 26 ] [ 27 ]             |
| Храм святого Григория Неокесарийского в Дербицах | 1668—1679            | Построен предположительно зодчими Карпом Губой и Иваном Кузнечиком. Престолы: - Святителя Григория Неокесарийского - Святителя Григория Богослова - Боголюбской иконы Божией Матери Настоятель — епископ Иероним (Чернышов). Объект культурного наследия № 7710625004 |             | Улица Большая Полянка, 29а 55°44′15″ с. ш. 37°37′09″ в. д.                                                                                            | [ 31 ] [ 28 ] [ 32 ] [ 33 ]             |
| Храм Иверской иконы Божией Матери на Всполье | 1789—1802            | Храм построен в стиле классицизма, традиционно считается, что проект выполнен главным директором Кремлёвской чертёжной экспедиции Иваном Еготовым. Престолы: - Иверской иконы Божией Матери - Великомученика Георгия Победоносца - Святого мученика Иоанна Воина Настоятель — протоиерей Григорий Ивануса. Объект культурного наследия № 7710548000 |             | Улица Большая Ордынка, 39 55°44′10″ с. ш. 37°37′29″ в. д.                                                                                             | [ 38 ] [ 34 ] [ 39 ] [ 40 ]             |
| Храм святителя Николая (Троицы Живоначальной) на Берсеневке в Верхних Садовниках | 1656—1657            | Храм построен по заказу дьяка Аверкия Кириллова. Престолы: - Троицы Живоначальной - Николая Чудотворца - Преподобного Феодосия Великого Настоятель — игумен Кирилл (Сахаров). Объект культурного наследия № 7710077003 |             | Берсеневская набережная, 18-22 55°44′37″ с. ш. 37°36′38″ в. д.                                                                                        | [ 45 ] [ 41 ] [ 46 ] [ 47 ]             |
| Храм Святителя Николая Чудотворца в Кузнецах | 1805—1847            | Возведён на месте каменной церкви, датируемой 1681—1683 годами. Автор проекта предположительно один из учеников Матвея Казакова. Трапезная (1766) и колокольня (предположительно 1766) перестроены в 1847 году в стиле ранней эклектики. Основное здание — в стиле зрелого классицизма. Престолы: - Равноапостольного князя Владимира - Преподобного Сергия Радонежского - Введения во храм Пресвятой Богородицы Настоятель — протоиерей Владимир Воробьёв. Объект культурного наследия № 7710106000 |             | Вишняковский переулок, 15 55°44′12″ с. ш. 37°37′57″ в. д.                                                                                             | [ 51 ] [ 52 ] [ 53 ] [ 54 ]             |
| Храм Троицы Живоначальной в Вишняках (в бывших Лужниках) при Православном Свято-Тихоновском гуманитарном университете (приписан к храму Святителя Николая Чудотворца в Кузнецах)                                   | 1804—1826            | Храм в стиле классицизма. Предположительно построен по проекту Афанасия Григорьева. В 1826 году колокольня перестроена в стиле ампир по проекту архитекторов Фёдора Шестакова и Николая Козловского. Престолы: - Троицы Живоначальной - Благовещения Пресвятой Богородицы - Святителя Тихона, патриарха Всероссийского и новомучеников и исповедников Российских Настоятель — протоиерей Владимир Воробьёв. |             | Пятницкая улица, 51/14, стр. 4 55°44′09″ с. ш. 37°37′42″ в. д.                                                                                        | [ 59 ] [ 55 ] [ 56 ]                    |
| Храм Святителя Николая в Пыжах | 1657—1672 1647—1657) | Автор проекта не известен. Трапезная и трёхъярусная шатровая колокольня построены в 1692 году. Никольский придел с южной стороны трапезной — в 1811 году. Престолы: - Благовещения Пресвятой Богородицы - Святителя Николая Чудотворца - Священномученика Владимира Киевского и новомучеников и исповедников Российских Настоятель — протоиерей Александр Шаргунов. Объект культурного наследия № 7710546000 |             | Улица Большая Ордынка, 27а/8 55°44′20″ с. ш. 37°37′30″ в. д.                                                                                          | [ 63 ] [ 60 ]                           |
| Храм Священномученика Климента, папы Римского | 1762—1769            | Храм в стиле развитого барокко. Автор проекта достоверно не установлен, предположительно, строительство вёл архитектор И. Я. Яковлев по проекту, составленному Пьетро Трезини. При перестройке были сохранены трапезная и колокольня, пристроенные в 1758 по проекту архитектора Алексея Евлашева. Престолы: - Спаса Преображения - Вознесения Господня - Рождества Пресвятой Богородицы - Иконы Божией Матери «Знамение» - Иконы Божией Матери «Неопалимая купина» - Святителя Николая - Священномученика Климента, папы Римского - Священномученика Петра Александрийского Настоятель — Леонид Калинин. Объект культурного наследия № 7710678000                                                                                        |             | Пятницкая улица, 26/7 55°44′26″ с. ш. 37°37′38″ в. д.                                                                                                 | [ 65 ] [ 66 ] [ 67 ]                    |
| Храм Троицы Живоначальной на Шаболовке | 1885—1895            | Храм шатрового типа, построен по проекту архитектора Николая Васильевича Никитина. Престолы: - Троицы Живоначальной - Николая Чудотворца - Покрова Пресвятой Богородицы - Всех святых Настоятель — протоиерей Георгий Вахромеев. |             | Улица Шаболовка, 21 55°43′22″ с. ш. 37°36′41″ в. д.                                                                                                   | [ 70 ] [ 68 ]                           |
| Храм благоверного царевича Димитрия при Голицынской (1-й Градской) больнице | 1796—1801            | Домовый храм, классический храм-ротонда, построенный архитектором Матвеем Казаковым по проекту Василия Баженова. Роспись — Доменико Скотти. Обновлялся в 1836 году (с участием Доменико Жилярди) и в 1901 году. Престолы: - Благоверного царевича Димитрия Настоятель — епископ Пантелеимон (Шатов). · Объект культурного наследия № 7710385004 · |             | Ленинский проспект, 8, корп.5 55°43′28″ с. ш. 37°36′12″ в. д.                                                                                         | [ 73 ]                                  |
| Храм Вознесения Господня за Серпуховскими воротами | 1696—1762            | Храм в стиле зрелого барокко. Автор проекта неизвестен. В 1842 году к храму пристроена трапезная и трёхъярусная колокольня. Престолы: - Вознесения Господня - Иерусалимской иконы Божией Матери - Преподобного Алексия, человека Божия - Преподобного Сергия Радонежского - Святителя Николая Настоятель — протоиерей Константин Татаринцев. |             | Большая Серпуховская улица, 24 55°43′35″ с. ш. 37°37′26″ в. д.                                                                                        | [ 76 ] [ 77 ] [ 74 ]                    |
| Храм Иверской иконы Божией Матери при Иверской общине сестёр милосердия (детской больнице № 20) | 1896—1901            | Храм построен по проекту Сергея Родионова. Настоятель — протоиерей Алексий Емельянов. В некоторых источниках храм назван памятником архитектуры, но на государственной охране он не состоит. |             | Улица Большая Полянка, 20, стр. 2 55°44′18″ с. ш. 37°37′02″ в. д.                                                                                     | [ 79 ] [ 80 ]                           |
| Храм Марона Пустынника (Благовещения) в Старых Панех | 1731—1747            | После реконструкции храм обрёл форму, характерную для стиля ампир. Престолы: - Благовещения Пресвятой Богородицы - Преподобного Марона Сирийского Настоятель — протоиерей Александр Марченков. |             | Улица Большая Якиманка, 32, стр. 2 55°44′06″ с. ш. 37°36′42″ в. д.                                                                                    | [ 84 ] [ 85 ] [ 81 ] [ 86 ]             |
| Храм Михаила Архангела (Покрова Богородицы) в Овчинниках | 1612—1613            | Освящён в 1613 году, на месте деревянного храма до 1657 года был возведён каменный, комплекс сооружений формировался во 2-й половине XVII — начале XVIII века. Представляет одноглавый четверик с четырёхскатной крышей, к которому примыкает трапезная в стиле ампир с пристроенной невысокой колокольней (двухъярусный четверик, несущий открытый восьмерик арочного звона, увенчанный главой). Четверик основного объёма храма сохранил декор XVII века — колончатные наличники окон с фронтонами, развитой кирпичный карниз, настенные пилястры и угловые спаренные полуколонки. Престолы: - Покрова Пресвятой Богородицы - Архангела Михаила - Священномученика Харалампия (не возобновлён) Настоятель — протоиерей Сергий Селезнёв. |             | Средний Овчинниковский переулок, 7 55°44′40″ с. ш. 37°37′58″ в. д.                                                                                    | [ 90 ] [ 91 ] [ 87 ] [ 92 ]             |
| Храм Мученика Иоанна Воина на Якиманке | 1709—1717            | Храм в стиле барокко, предположительно про проекту архитектора Ивана Зарудного, иконостас был выполнен по проекту Василия Баженова. Во время ремонта 1859—1862 годов иконостас и напрестольная сень были утрачены. В 1928 году в церковь перенесён иконостас из разрушенной церкви Трёх Святителей у Красных ворот. Престолы: - Мученика Иоанна Воина - Святого Дмитрия Ростовского - Мучеников Гурия, Самона и Авива - Великомученицы Варвары Настоятель (врио) — протоиерей Геннадий Героев. Объект культурного наследия № 7710969000 |             | Улица Большая Якиманка, 46 55°43′57″ с. ш. 37°36′40″ в. д.                                                                                            | [ 96 ] [ 97 ] [ 93 ] [ 98 ]             |
| Храм Мучеников Флора и Лавра (иконы Божией Матери «Всех скорбящих Радость») на Зацепе | 1735—1862            | Храм в стиле ампир, колокольня и трапезная построены в 1835 году по проекту архитектора К. С. Орденова, главный четверик разобран в 1861 году и отстроен заново к 1862 году, пристройки выполнены в 1909 году. Престолы: - Иконы Божией Матери «Всех скорбящих Радость» - Апостолов Петра и Павла - Мучеников Флора и Лавра Настоятель (и. о.) — протоиерей Григорий Белоус. |             | Дубининская улица, 9/3, стр. 1 55°43′42″ с. ш. 37°38′16″ в. д.                                                                                        | [ 101 ] [ 102 ] [ 99 ] [ 103 ]          |
| Храм Усекновения Главы Иоанна Предтечи под Бором (вместе с храмом благоверных князя Михаила и боярина Феодора, Черниговских чудотворцев составляют Черниговское подворье патриарха Московского и всея Руси)        | 1514                 | Построен в 1514 году зодчим Алевизом Фрязином, перестроен в стиле барокко в 1658 году, в 1758 году пристроены трапезная и колокольня. Престолы: - Усекновения главы Иоанна Предтечи - Святителя Николая Настоятель — митрополит Иларион (Алфеев). |             | Черниговский переулок, 2, стр. 8 Пятницкая улица, 4 55°44′40″ с. ш. 37°37′34″ в. д.                                                                   | [ 105 ] [ 106 ] [ 104 ] [ 107 ]         |
| Храм святых благоверных князя Михаила и боярина Феодора, Черниговских чудотворцев (вместе с храмом Усекновения Главы Иоанна Предтечи под Бором составляют Черниговское подворье патриарха Московского и всея Руси) | 1675 1695            | Храм расширили южным приделом и пристроили колокольню в 1740 году, придел и верх колокольни разобраны в середине XIX века. Престолы: - Святых благоверных князя Михаила и боярина его Феодора, Черниговских чудотворцев Настоятель — митрополит Иларион (Алфеев). |             | Черниговский переулок, 3 55°44′40″ с. ш. 37°37′35″ в. д.                                                                                              | [ 109 ] [ 111 ] [ 108 ] [ 112 ]         |
| Храм Святителя Николая в Толмачах | 1697                 | Трапезная и колокольня построены по проекту архитектора Фёдора Шестакова в 1833 году. Престолы: - Сошествия Святого Духа - Святителя Николая - Покрова Пресвятой Богородицы Настоятель — протоиерей Николай Соколов. |             | Малый Толмачёвский переулок, 9 55°44′26″ с. ш. 37°37′13″ в. д.                                                                                        | [ 116 ] [ 117 ] [ 113 ] [ 118 ]         |
| Храм святителя Николая (Рождества Пресвятой Богородицы) в Голутвине (Московское подворье Китайской православной церкви)                                                                                            | 1686—1692            | Автор проекта неизвестен. Перестроен в стиле барокко в 1772 году (апсида и южный придел). В 1823 году пристроен северный придел в стиле ампир по проекту архитектора Фёдора Шестакова. В 1839 году фасады оформлены в духе ампира. Престолы: - Рождества Пресвятой Богородицы - Святителя Николая - Тихвинской иконы Божией Матери Настоятель — протоиерей Игорь Зуев. |             | Первый Голутвинский переулок, 14 55°44′16″ с. ш. 37°36′41″ в. д.                                                                                      | [ 120 ] [ 121 ] [ 5 ] [ 122 ]           |
| Храм святителя Николая (Спаса Преображения) в Заяицком | 1741—1759            | Храм в стиле барокко по проекту архитектора Дмитрия Ухтомского. Престолы: - Спаса Преображения - Святителя Николая - Преподобного Сергия Радонежского - Святителя Алексия митрополита Московского Настоятель — протоиерей Димитрий Смирнов. |             | Второй Раушский переулок, 1-3/26, стр. 8 55°44′49″ с. ш. 37°38′07″ в. д.                                                                              | [ 125 ] [ 123 ] [ 126 ] [ 124 ] [ 127 ] |
| Храм Софии Премудрости Божией в Средних Садовниках | 1672—1686            | Колокольня построена в 1862—1868 годах архитектором Николаем Козловским, под его же руководством проведена облицовка храма в русском стиле. Масштабы колокольни и храма не связаны друг с другом, поскольку основной задачей строительства колокольни было приведение её в соответствие с кремлёвскими башнями. По той же причине здание колокольни полностью скрывает за собой здание храма. Престолы: - Апостола Андрея Первозванного - Святителя Николая — в колокольне - Иконы Божией Матери «Взыскание погибших» — в колокольне Настоятель — протоиерей Владимир Волгин. |             | Храм: Софийская набережная, 32, стр. 14 55°44′51″ с. ш. 37°37′18″ в. д. Колокольня: Софийская набережная, 32, стр. 13 55°44′53″ с. ш. 37°37′18″ в. д. | [ 131 ] [ 132 ] [ 128 ] [ 133 ]         |
| Храм Успения Богородицы в Казачьей слободе | 1695—1697            | Храм в стиле московского барокко построен стольником В. Полтевым, обновлён в 1723 году, трапезная и колокольня перестроены в 1797 году. Престолы: - Успения Пресвятой Богородицы - Иконы Божией Матери «Утоли моя печали» - Иконы Божией Матери «Седмиезерная» Настоятель — протоиерей Михаил Васильев. |             | Улица Большая Полянка, 37, стр. 3 55°44′07″ с. ш. 37°37′12″ в. д.                                                                                     | [ 135 ] [ 136 ] [ 137 ]                 |
| Храм-часовня Казанской иконы Божией Матери на Калужской площади | 1999—2000            | Построен по проекту архитекторов В. Шубина и А. Куринной и скульптора Анатолия Бичукова на месте снесённой в 1972 году церкви Казанской иконы Божией Матери у Калужских ворот. Престолы: - Казанской иконы Божией Матери |             | Житная улица, 18 55°43′49″ с. ш. 37°36′46″ в. д. | [ 138 ]                                 |

## Комментарии
1. ↑  Церковь Великомученика Георгия на Болвановке с 1625 года, Церковь Преображения Господня да Великомученика Георгия, на Болвановке  — с 1635 года [5].
2. ↑  Церковь Преображения Спасово в Ордынцах — с 1632 года, Церковь Преподобного Варлаама в Ордынцах — с 1635 года, Церковь Преподобного Варлаама в Кадашове — с 1677 года[11].
3. ↑  По другим данным[12]
4. ↑  Церковь Воскресения Христова в Кадашове — с 1632 года, Церковь Воскресения Христова, что на Грязи — с 1677 года[22].
5. ↑  Церковь Григория Богослова, за Москвой рекой — с 1632 года, Церковь Григория Неокесарийского, за Москвой рекой, на Полянке — с 1635 года[28].
6. ↑  Церковь Великого Мученика Георгия, на Всполье — с 1625 года, Церковь Великого Мученика Георгия, в Ордынцах на Всполье — с 1635 года[34].
7. ↑  Большинство исследователей традиционно считает Еготова автором. Пётр Сытин и Юрий Федосюк[36] определённо говорят, что храм построен по проекту Еготова.
8. ↑  Церковь Пресвятой Троицы, что за Москвой рекой, в Берсеневке, в Верхних Садовниках — с 1682 года, Церковь Живоначальной Троицы, что за Москвой рекой, в Берсеневских Садовниках — с 1686 года и 1715 год, Церковь Николая Чудотворца, что за Москвой рекой в Берсеньевке — с 1696 года[41].
9. ↑  Церковь Живоначальной Троицы за Москвой рекой, в Алексееве Приказе Мещеринова — с 1657 года, Церковь Живоначальной Троицы у Серпуховских ворот в Иванове Приказе Монастырева — с 1657 года, Церковь Живоначальной Троицы в Стрелецкой Слободе — с 1677 года[55].
10. ↑  Построена в несколько этапов[56]
11. ↑  По другим данным[60]
12. ↑  Церковь Троицы Живоначальныя, за Калужскими воротами, в новой селебной слободе Шаболовке — с 1699 года[68].
13. ↑  Строительство было прервано в 1714 году и возобновилась в 1756[74].
14. ↑  «Московские церковные ведомости» за 1901 год определяют стиль постройки как «русско-византийский».
15. ↑  Церковь Благовещения Пресвятой Богородицы у Крымского двора — с 1642 года, Церковь Благовещения Пресвятой Богородицы в Иноземной слободе — с 1645 года, Церковь Благовещения Пресвятой Богородицы, что за Москвой рекой в Панех — с 1727 года[81].
16. ↑  Первое упоминание — 1551 год; Собор Архангела Михаила в Овчинниках — с 1625 года, Церковь Архангела Михаила, что в Конюшенной Овчинной слободе — с 1657 года, Церковь Архангела Михаила за Болотом — с 1677 года[87][88].
17. ↑  Церковь Святого Мученика Иванна, у Крымскаго двора — с 1625 года, Церковь Святого Мученика Иванна, в Лужниках — с 1639 года, Церковь Святого Мученика Иванна, в Конюшенной слободе — с 1642 года, Церковь Иоанна Воинственника у Крымского двора — с 1677 года[93].
18. ↑  Церковь Святых Великомучеников Фрола и Лавра, по Коломенской дороге, в Гонной слободе — с 1625 года, Церковь Апостолов Петра и Павла, с приделом Фрола и Лавра, в Ямской Коломенской слободе — с 1628 года, Церковь Успения Пресвятой Богородицы, да Мучеников Флора и Лавра, что в Старой Коломенском, в Ямской слободе — с 1642 года[99].
19. ↑  Усекновения главы, что под Бором с 1625 года, Церковь Иоанна Предтечи в Пятницкой — с 1699 года[104].
20. ↑  Церковь Сретения князя Михаила Черниговского, под Бором — с 1628 года, Церковь Сретения князя Михаила, в Пятницкой — с 1699 года[108].
21. ↑  По некоторым данным, заложен 17 мая 1695, освящён 25 октября 1695[109].
22. ↑  Церковь Великомученика Чудотворца Николы, да в пределе Иванн Предтеча, за Москвой рекой в Толмачех — с 1627 года, Церковь Великомученика Чудотворца Николы, в Ясовой — с 1680 года[113].
23. ↑  Церковь Рождества Пресвятой Богородицы в Голутвинской слободе — с 1625 года[5].
24. ↑  По некоторым источникам, храм который начали возводить в 1741 году, развалился из-за ошибок в проектировании, и существующее сооружение начали строить заново в 1754 году.[123][124].
25. ↑  Церковь Слова Божьего, за Москвой рекой, в Садовниках с 1653 года, Церковь Софии Премудрости, в Садовниках — с 1737 года[128].